# 올레크 사이토프
올레크 옐렉파예비치 사이토프(러시아어: Оле́г Элекпа́евич Саи́тов, 1974년 5월 26일~)는 러시아의 권투 선수이다. 1996년과 2000년 하계 올림픽에서 웰터급 금메달을 획득했으며, 2004년 하계 올림픽에서 웰터급 동메달을 획득했다.